# San Félix (Chile)
San Félix es una localidad que forma parte de la comuna de Alto del Carmen, Provincia de Huasco, Chile. Fue creada en 1891 y tiene 650 habitantes en una superficie de 67,3 km². Está ubicado en el valle del Carmen que alberga el río El Carmen, dista 25 km hacia el sur de la ciudad de Alto del Carmen y 70 km de Vallenar.

## Historia
Antiguamente fue conocido como Valle de Los Españoles, debido a la dominante colonización. Durante la Colonia se le conoció también como Horcón Quemado y constituyó una importante localidad agraria y minera.
De acuerdo al Decreto de 20 de octubre de 1885, el territorio de San Félix estaba comprendido por la Subdelegación 5°de Alto del Carmen y 6° de San Félix del Departamento de Vallenar.
Para 1899 esta San Félix era considerado una aldea.

San Félix.-Aldea del departamento de Vallenar situada á la parte oriental contigua á los Andes por los 28° 56' Lat. y 70º 20' Lon. Yace sobre la orilla austral ó izquierda del riachuelo del Carmen ó de Españoles á unos 25 kilómetros hacia el sudeste de la aldea del Alto del Carmen, ocupando un sitio rodeado de terrenos feraces y cultivados del valle y márgenes de ese riachuelo. Por su costado del poniente entra en el mismo riachuelo el arroyo de la quebrada del Orito. Las sierras vecinas abundan en vetas metálicas. Su caserío comprende una población de 373 habitantes, iglesia, escuela de ambos sexos, correo, &c.
 Francisco Astaburuaga, 1899

## Turismo
La visión de una pequeña y bella plaza, de esas antiguas en que aún se preferían las áreas verdes por sobre las explanadas de cemento, es coronada por una iglesia de antigua data. Por lo mismo es un poblado pintoresco de arquitectura rural, rodeado de abruptos cerros, callejuelas encumbradas en ellos y en el centro algunos lugares de alimentación y alojamiento.
Las calles de tierra, las casas de adobe con zaguanes o los hermosos jardines que verdean el valle, en suma, no son más que la evidente generosidad de su pueblo. La gente que, desde el primer momento hacen sentir al visitante toda su cordialidad, mezcladas con las atracciones culturales y naturales hacen de San Félix el punto de partida para recorrer un valle que esconde historia.

### Sendero de Chile
Uniendo pueblos, cruzando cordones montañosos y con admirables vistas, esas son las promesas de uno de los primeros tramos completamente implementados del sendero de Chile y que con 41 kilómetros traza un antiguo camino desde San Félix hasta la quebrada de Pinte.
Desde este año es posible transitarlo a pie, caballo o bicicleta encontrándose con majadas de arrieros; zonas con alturas de hasta 3000 metros y variados lugares de camping. Recomendada para dos o tres días de caminata, el atractivo principal radica en su bello entorno natural, rodeado de cerros y vegetación cordillerana. De la soledad que es posible vivir y de los vestigios prehistóricos como fósiles que es posible localizar en la profunda quebrada de Pinte.

### Festividad
La mayor festividad se lleva a cabo el 24 de septiembre de cada año, en honor a la Virgen de La Meced, aunque el patrono de la localidad es San Félix de Cantalicio.
Adicionalmente en esta localidad se celebra la 'Fiesta de la Vendimia' durante la segunda semana de febrero de cada año.

## Economía
Destaca por diferentes aspectos culturales, como lo son el pajarete o vino dulce, pisco artesanal y sus. Los habitantes dedican su trabajo al cultivo de diversos productos frutícolas, como por ejemplo pasas, nueces, paltas, uvas, entre otros.

### Horcón Quemado
Cuenta la tradición que en tiempos coloniales se levantó en el lugar un grueso horcón para ajusticiar a los saqueadores que asolaban el valle. Este poste con su extremos de dos puntas fue quemado posteriormente y dio su primer nombre al poblado.
Así cuenta la leyenda de la casona que se encuentra en San Félix y que cobija la fábrica del pisco Horcón Quemado, uno de los principales atractivos de la zona. Para los conocedores del licor, una especie de mito viviente. Sus dependencias se ubican a dos cuadras de la plaza, donde Francisco Mulet, nieto de Bartolomé Mulet, fundador de la pisquera, recibe a los visitantes en una hermosa casa colonial.
Proveniente de Mallorca, el abuelo Mulet luego de mucho viajar se instala en el pueblo y compra tierras para el cultivo de vides y se trae un viejo alambique francés, con doble torreón de destilación, que funciona desde 1909 hasta hoy. Trabajado artesanalmente durante años, recién en 1974 se convierte en embotelladora creando una verdadera leyenda en los piscos chilenos. Don Francisco explica que durante años la venta transcurrió de “boca en boca” y que las más de 85 mil botellas que salen anualmente al mercado son producidas por 17 trabajadores.
Visitando la fábrica, en medio de barricas de madera, el olor inconfundible de las uvas maceradas, se muestran los distintos pasos que sigue la producción desde el grano de la vid hasta convertirse en uno de los licores más preciados del país, pasando por el alambique traído por don Bartolomé.

Mi misión no es conservar la calidad del pisco, si no que mejorarla
Francisco Mulet

## Accesibilidad y transporte
El Poblado de San Félix se ubica a 25 km al sur del poblado de Alto del Carmen, capital de la comuna y a 70 km la ciudad de Vallenar.
Si usted aloja en Vallenar, consulte con anticipación por servicios de excursiones guiadas, las cuales pueden tomar todo el día (Full day).
Existe transporte público diario a través de buses de rurales desde el terminar rural del Centro de Servicios de la Comuna de Alto del Carmen, ubicado en calle Marañón 1289, Vallenar.
Si viaja en vehículo propio, no olvide cargar suficiente combustible en Vallenar antes de partir. No existen puntos de venta de combustible en la comuna de Alto del Carmen.
A pesar de la distancia, es necesario considerar un tiempo mayor de viaje, debido a que la velocidad de viaje esta limitada por el diseño del camino. Se sugiere hacer una parada de descanso en el poblado de Alto del Carmen para hacer más grato su viaje.
El camino es transitable durante todo el año, sin embargo es necesario tomar precauciones en caso de eventuales lluvias en invierno.

## Alojamiento y alimentación
En la comuna de Alto del Carmen existen pocos servicios de alojamiento formales en Alto del Carmen, San Félix y en El Churcal se recomienda hacer una reserva con anticipación.
En las proximidades a San Félix no hay servicios de Camping, sin embargo se puede encontrar algunos puntos rurales con facilidades para los campistas en  Los Canales.
Los servicios de alimentación son escasos, existiendo en Alto del Carmen,  Retamo, San Félix y El Churcal algunos restaurantes.
En muchos poblados hay pequeños almacenes que pueden facilitar la adquisición de productos básicos durante su visita.

## Salud, conectividad y seguridad
El poblado de San Félix cuenta con servicio de electricidad, iluminación pública y red de agua potable.
En San Félix existe una estación fluviométrica de la Dirección General de Aguas, una ubicada en el Río El Carmen con datos desde el año 1964 a la fecha, igualmente,  existe una estación meteorológica con datos desde el año 1969, que permite establecer una precipitación media anual de 62,7 mm para el sector.
En el poblado se encuentra localizado un Retén de Carabineros de Chile y una Posta de Salud Rural dependiente del Municipio de Alto del Carmen.
Al igual que muchos poblados de la comuna, San Félix cuenta con servicio de teléfonos públicos rurales, existe además señal para teléfonos celulares.
El Municipio cuenta con una red de radio VHF en toda la comuna en caso de emergencias.
En el poblado de San Félix no hay servicio de cajeros automáticos, el cajero automático más cercano se encuentra en el poblado de Alto del Carmen, por lo que se sugiere tomar precauciones antes del viaje. Sin embargo, algunos almacenes de San Félix cuentan con servicio de Caja Vecina.

## Educación
Escuela Fronteriza San Félix E-54. Esta escuela atiende a 136 alumnos. Además de 10 adultos en nivelación enseñanza básica y 24 en nivelación enseñanza media. Cuenta con doce aulas, una biblioteca, multicancha, comedor y cocina.